# Dirk Aleschus
Dirk Aleschus (* 16. September 1972 in Neubrandenburg) ist ein deutscher Opernsänger (Bass). Sein Stimmfach liegt im Bereich des seriösen Basses (E–f’) und des Spielbasses (F–fis’).

## Leben
Dirk Aleschus erlernte den Beruf Veterinärtechniker und war europaweit gesuchter Elefantentrainer. In diesem Beruf arbeitete er etwa im Tiergarten Schönbrunn oder beim Circus Krone ehe er seine musikalische und sängerische Ausbildung fortsetzte, die er bereits zu Schulzeiten begonnen hatte. Von 1998 bis 2002 studierte Aleschus am Hamburger Mozarteum. Den stimmtechnischen und szenischen Unterricht absolvierte er zunächst bei Marianne Fischer-Kupfer und setzte ihn während seines ersten Festengagements am Tiroler Landestheater Innsbruck bei Brigitte Fassbaender fort. Er wurde beim Studium der Partien durch den 2017 verstorbenen Kurt Moll begleitet.
Sein Bühnendebüt feierte er in Annaberg-Buchholz, als Sarastro (Die Zauberflöte), als Osmin (Die Entführung aus dem Serail) und als Falstaff (Die lustigen Weiber von Windsor).
Er nahm im Jahre 2007 ein Engagement am Landestheater Innsbruck an, das bis 2010 lief. Von 2011 bis 2013 folgte ein Festengagement in Detmold. Weitere Engagements führten ihn nach Altenburg/Gera, Bad Hersfeld, Cottbus, Danzig, Dessau, Freiburg im Breisgau, Görlitz, Köln, Linz, Paris, Posen, Rostock, Sankt Petersburg, Ulan-Ude, ans Nationaltheater Weimar, das Opernhaus Zürich, die Volksoper Wien, die Accademia Nazionale di Santa Cecilia in Rom und zu den Tiroler Festspielen Erl und den Opernfestspielen St. Margarethen.
Im Sommer 2014 war er bei den Salzburger Festspielen als Notar und Baron Ochs auf Lerchenau in Der Rosenkavalier in einer Inszenierung von Harry Kupfer und unter der musikalischen Leitung von Franz Welser-Möst zu hören.
Seine Bühnenpräsenz verdankt Dirk Aleschus nicht nur seinem mächtigen Bass, sondern auch seiner Körpergröße von 2,10 Metern, womit ihm etwa die Rollen der Riesen in Richard Wagners Opernzyklus Der Ring des Nibelungen  wie auf den Leib geschrieben scheinen.

## Repertoire (Auswahl)
- Lortzing: Baculus, Schulmeister in Der Wildschütz
- Lortzing: van Bett, Bürgermeister von Saardam in Zar und Zimmermann
- Mozart: Sarastro in Die Zauberflöte (KV 620)
- Prokofjew: Die Köchin in Die Liebe zu den drei Orangen
- Rossini: Basilio, der Musikmeister in Der Barbier von Sevilla
- Wagner: Fafner und Fasolt in Das Rheingold (WWV 86 A)
- Wagner: Hermann Landgraf von Thüringen in Tannhäuser und der Sängerkrieg auf Wartburg (WWV 70)
- Wagner: Gurnemanz, Gralsritter in Parsifal (WWV 111)
- Weber: Ein Eremit in Der Freischütz

## Auszeichnungen
- Opernpreis und Publikumspreis der Opernfestspiele Bad Hersfeld